# Lepidodexia guaillabamba
Lepidodexia guaillabamba är en tvåvingeart som beskrevs av Guilherme A.M.Lopes 1991. Lepidodexia guaillabamba ingår i släktet Lepidodexia och familjen köttflugor.
Artens utbredningsområde är Ecuador. Inga underarter finns listade i Catalogue of Life.